# Paul Verhaegh
Paul Verhaegh est un footballeur international néerlandais, né le 1er septembre 1983 à Kronenberg aux Pays-Bas.
Depuis la fin de sa carrière de joueur en 2020, il est entraîneur-adjoint du FC Den Bosch.

## Palmarès

### En club
Vierge

### En sélection
Pays-Bas espoirs
- EURO Espoirs
  - Vainqueur (1) : 2006